# Chasten Buttigieg
Chasten James Buttigieg (Traverse City, 23 juni 1989) is een Amerikaans onderwijzer, schrijver en homorechtenactivist. Van april 2019 tot maart 2020 was hij als adviseur en woordvoerder actief in de presidentscampagne van zijn echtgenoot Pete Buttigieg. In september 2020 verschenen zijn memoires onder de titel I Have Something to Tell You. Het boek kwam binnen op plaats 12 op de New York Times-bestsellerlijst voor non-fictie.